# Allium senescens subsp. glaucum
Allium senescens subsp. glaucum (німецький часник),  — рослина з роду Allium. Батьківщиною є Сибір та Монголія.

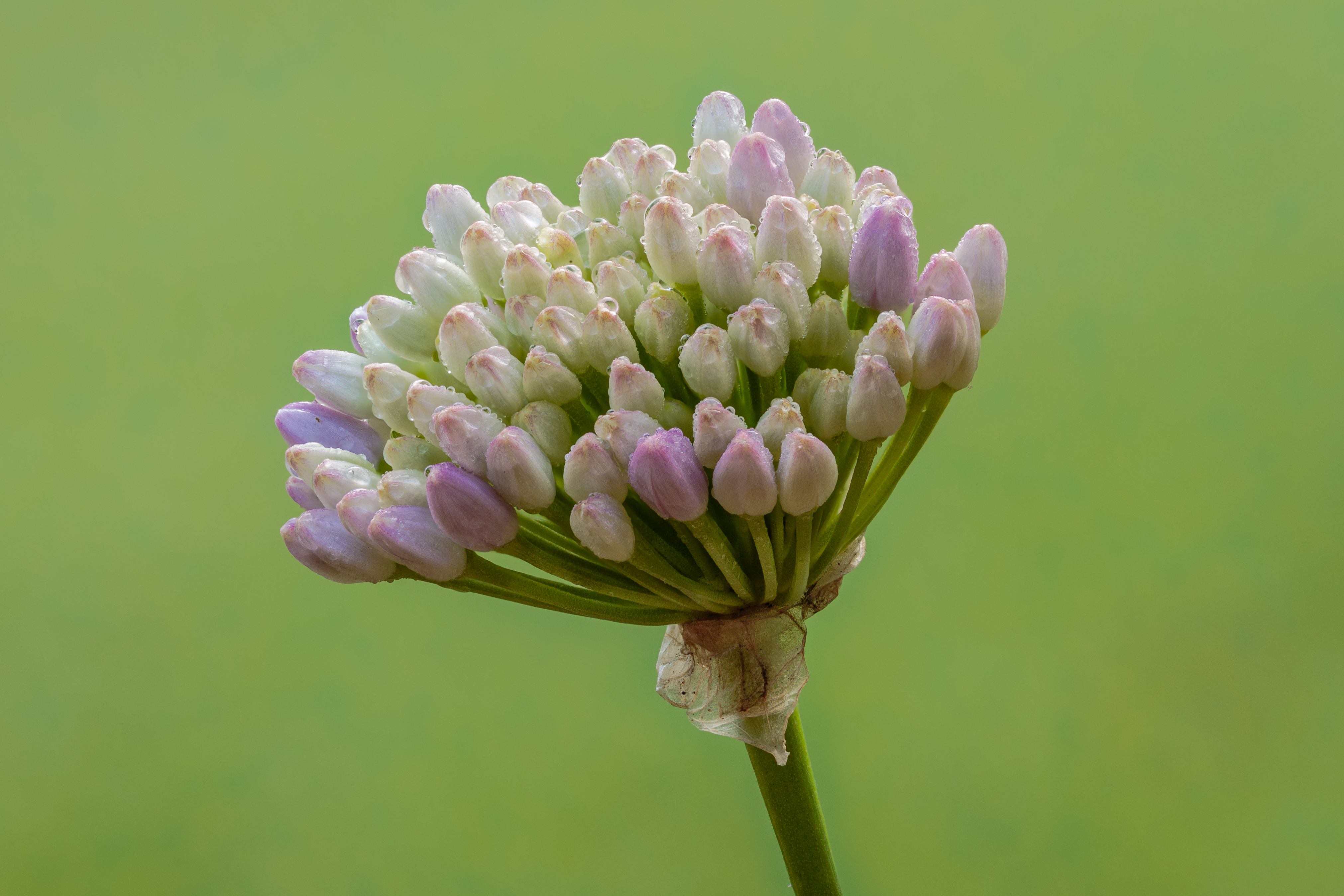
квіти